# Hess (Mondkrater)
Hess  ist ein Mondkrater in der südlichen Hemisphäre auf der Mondrückseite.
Der Krater liegt östlich von Poincaré, nördlich von Abbe. In östlicher Richtung schließt sich der Krater Boyle an. Der Höhenunterschied zwischen Kraterwall und Kraterboden liegt bei 4,02 km. Die Entstehungszeit von Hess wird der pränektarischen Periode zugerechnet.
Hess hat drei Nebenkrater:
| Buchstabe | Position            | Durchmesser | Link |
| --------- | ------------------- | ----------- | ---- |
| M         | 56,13° S, 173,44° O | 25 km       |      |
| W         | 52,76° S, 171,01° O | 27 km       |      |
| Z         | 52,01° S, 173,65° O | 69 km       |      |

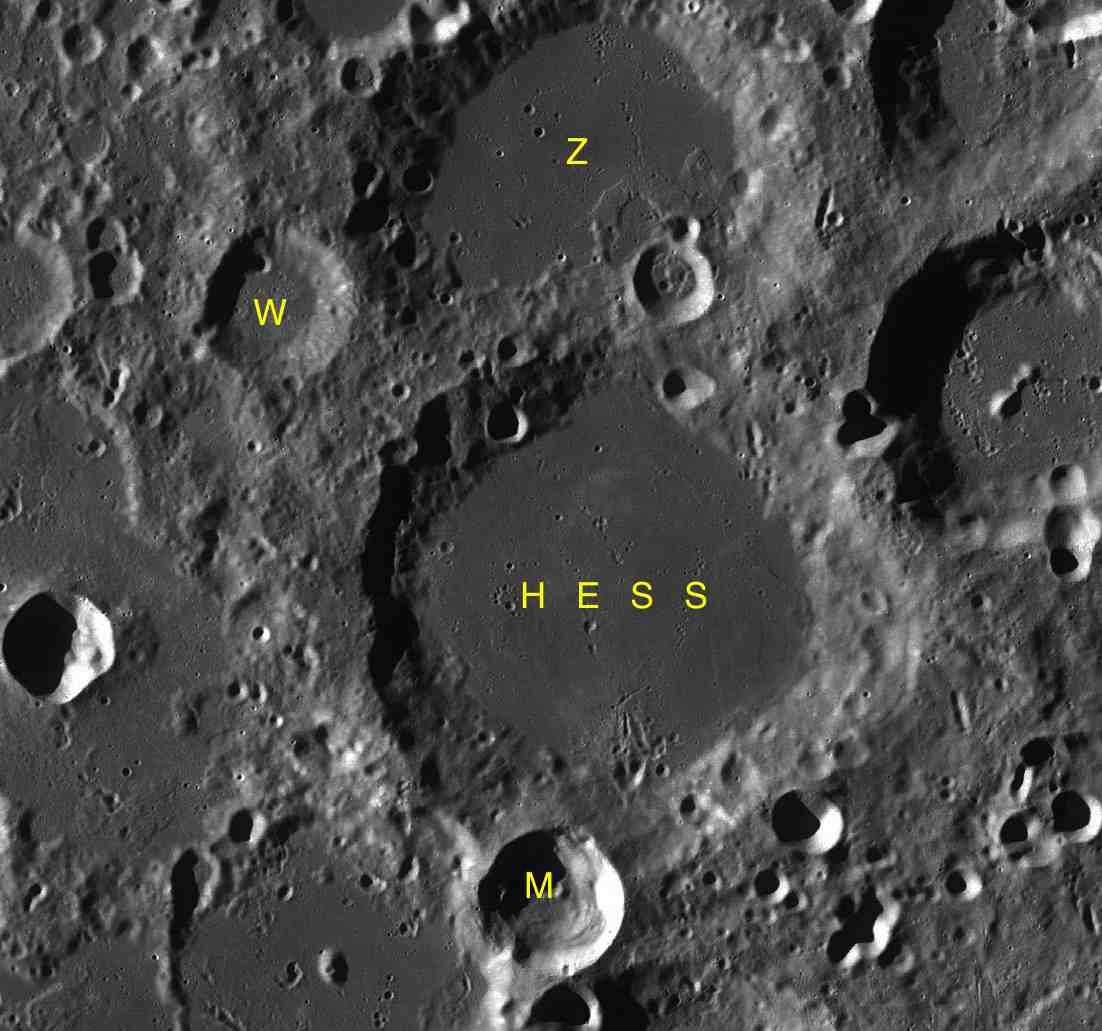
Hess mit seinen Nebenkratern

Der Krater wurde 1970 von der Internationalen Astronomischen Union nach dem österreichischen Physiker Victor Franz Hess und dem US-amerikanischen Geologen Harry Hammond Hess benannt.